# Chuột cống
Chuột cống là những loài gặm nhấm có kích thước trung bình, đuôi dài thuộc siêu họ Muroidea. "Chuột cống thực sự" là thành viên của chi Rattus, những loài đáng chú ý nhất đối với con người là chuột nâu - phân bố khắp thế giới, Rattus norvegicus và chuột đen chủ yếu phân bố ở một số vùng Bắc bán cầu, Rattus rattus. Nhiều chi gặm nhấm cũng được gọi là chuột và có một số đặc tính giống chuột thực sự. Rattus là một chi động vật có vú trong họ Muridae, bộ Gặm nhấm. Chi này được Fischer miêu tả năm 1803. Loài điển hình của chi này là Mus decumanus Pallas, 1779 (tham khảo Hollister, 1916b; = Mus norvegicus Berkenhout, 1769).
Chuột cống và chuột nhắt có thể phân biệt bằng kích thước; chuột cống thường là những loài gặm nhấm Muroidea lớn, trong khi chuột nhắt là những loài gặm nhấm Muroidea nhỏ. Họ Muroidea khá đa dạng và thuật ngữ thông thường chuột cống và chuột nhắt không phải là cách phân loại rõ ràng. Trong tiếng Việt, chúng được gọi chung là chuột.

## Các loài
Chi này gồm các loài:
- incertae sedis
  - Rattus annandalei: Chuột Annandale – Indonesia, Malaysia, Singapore
  - Rattus enganus: Chuột Enggano – Indonesia
  - Rattus everetti: Chuột rừng Philippin – Philippines
  - Rattus exulans: Chuột lắt – Bangladesh; Campuchia; Indonesia; Lào; Malaysia; Myanmar; Thái Lan; Việt Nam. Du nhập vào các đảo trên Thái Bình Dương như Fiji và phần lớn các đảo thuộc Polynesia, New Zealand, đảo Phục Sinh, Hawaii.
  - Rattus hainaldi: Chuột Hainald – Indonesia
  - Rattus hoogerwerfi: Chuột Hoogerwerf – Indonesia
  - Rattus korinchi: Chuột Korinch – Indonesia
  - Rattus macleari: Chuột Maclear – đảo Christmas
  - Rattus montanus: Chuột Nillu – Sri Lanka
  - Rattus morotaiensis: Chuột đuôi quấn Molacca – Indonesia
  - Rattus nativitatis: Chuột Bulldog – đảo Christmas
  - Rattus ranjiniae: Chuột Kerala – Ấn Độ
  - Rattus sanila: Chuột rừng New Ireland
  - Rattus stoicus: Chuột Andaman – quần đảo Andaman
  - Rattus timorensis: Chuột Timor – Timor
- Nhóm R. norvegicus
  - Rattus nitidus: Chuột bóng hay chuột đồng Himalaya – Bangladesh, Bhutan, Trung Quốc, Ấn Độ, Indonesia, Lào, Myanmar, Nepal, Palau, Philippines, Thái Lan, Việt Nam
  - Rattus norvegicus: Chuột cống (cống nhung), chuột nâu hay chuột Na Uy – khắp thế giới trừ châu Nam Cực
  - Rattus pyctoris; đồng nghĩa Rattus turkestanicus: Chuột Turkestan – Afghanistan, Trung Quốc, Ấn Độ, Iran, Kyrgyzstan, Nepal, Pakistan
- Nhóm R. rattus
  - Rattus adustus: Chuột rám nắng – đảo Enggano, Indonesia
  - Rattus andamanensis: Chuột rừng Đông Dương hay chuột Sikkim – Bhutan, Campuchia, Trung Quốc, Ấn Độ, Lào, Myanmar, Nepal, Thái Lan, Việt Nam
  - Rattus argentiventer: Chuột đồng lớn – Đông Nam Á
  - Rattus baluensis: Chuột Kinabalu – Malaysia
  - Rattus blangorum: Chuột Aceh
  - Rattus burrus: Chuột quần đảo Nicobar – Ấn Độ
  - Rattus hoffmanni: Chuột Hoffmann – Indonesia
  - Rattus koopmani: Chuột Koopman – Indonesia
  - Rattus losea: Chuột đồng nhỏ – Trung Quốc, Lào, Đài Loan, Thái Lan, Việt Nam
  - Rattus lugens: Chuột Mentawai – Indonesia
  - Rattus mindorensis: Chuột đen Mindoro – Philippin
  - Rattus mollicomulus: Chuột lông mượt nhỏ – Indonesia
  - Rattus osgoodi: Chuột đồng núi cao hay chuột Osgood – Việt Nam
  - Rattus palmarum: Chuột cọ – Ấn Độ
  - Rattus rattus: Chuột đen, chuột mái nhà, chuột tàu biển – khắp thế giới, trừ châu Nam Cực
  - Rattus satarae: Chuột rừng Sahyadris
  - Rattus simalurensis: Chuột Simalur – Indonesia
  - Rattus tanezumi: Chuột nhà hay chuột Tanezumi – Afghanistan, Bangladesh, Campuchia, Trung Quốc, quần đảo Cocos (Keeling), Fiji, Ấn Độ, Indonesia, Nhật Bản, Bắc Triều Tiên, Nam Triều Tiên, Lào, Malaysia, Myanmar, Nepal, Pakistan, Philippines, Đài Loan, Thái Lan, Việt Nam
  - Rattus tawitawiensis: Chuột rừng Tawi-Tawi – Philippines
  - Rattus tiomanicus: Chuột đồng Mã Lai – Indonesia, Malaysia, Philippines, Thái Lan
- Nhóm R. xanthurus
  - Rattus bontanus; đồng nghĩa Rattus foramineus: Chuột Bonthain – Indonesia
  - Rattus marmosurus: Chuột Opossum – Indonesia
  - Rattus pelurus: Chuột Peleng – Indonesia
  - Rattus salocco: Chuột Xanthurus đông nam - Indonesia
  - Rattus xanthurus: Chuột đuôi vàng – Indonesia
- Nhóm R. leucopus (nhóm chuột New Guinea)
  - Rattus arfakiensis: Chuột Arfak hay chuột núi Vogelkop
  - Rattus arrogans: Chuột núi Tây New Guinea
  - Rattus elaphinus: Chuột Sula – Indonesia
  - Rattus feliceus: Chuột Ceram gai – Indonesia
  - Rattus giluwensis: Chuột Giluwe – Papua New Guinea
  - Rattus jobiensis: Chuột Japen hay chuột Yapen – Indonesia
  - Rattus leucopus: Chuột Cape York – Úc, Indonesia, Papua New Guinea
  - Rattus mordax: Chuột Đông New Guinea – Papua New Guinea
  - Rattus niobe: Chuột rừng rêu – Papua New Guinea, Indonesia
  - Rattus novaeguineae: Chuột New Guinea – Papua New Guinea
  - Rattus omichlodes: Chuột Arianus
  - Rattus pococki: Chuột cao nguyên Pocock
  - Rattus praetor: Chuột gai New Guinea lớn – Indonesia, Papua New Guinea, quần đảo Solomon
  - Rattus richardsoni: Chuột Glacier hay chuột núi Richardson – Indonesia
  - Rattus steini: Chuột Stein – Indonesia, Papua New Guinea
  - Rattus vandeuseni: Chuột Van Deusen – Papua New Guinea
  - Rattus verecundus: Chuột thon New Guinea – Indonesia, Papua New Guinea
- Nhóm R. fuscipes (nhóm chuột Úc)
  - Rattus colletti: Chuột xỉn màu – Australia
  - Rattus fuscipes: Chuột bụi rậm – Australia
  - Rattus lutreolus: Chuột đầm lầy Úc – Australia
  - Rattus sordidus: Chuột đồng xỉn màu – Australia, Indonesia, Papua New Guinea
  - Rattus tunneyi: Chuột đồng nhạt màu – Australia
  - Rattus villosissimus: Chuột lông dài – Australia

## Hình ảnh

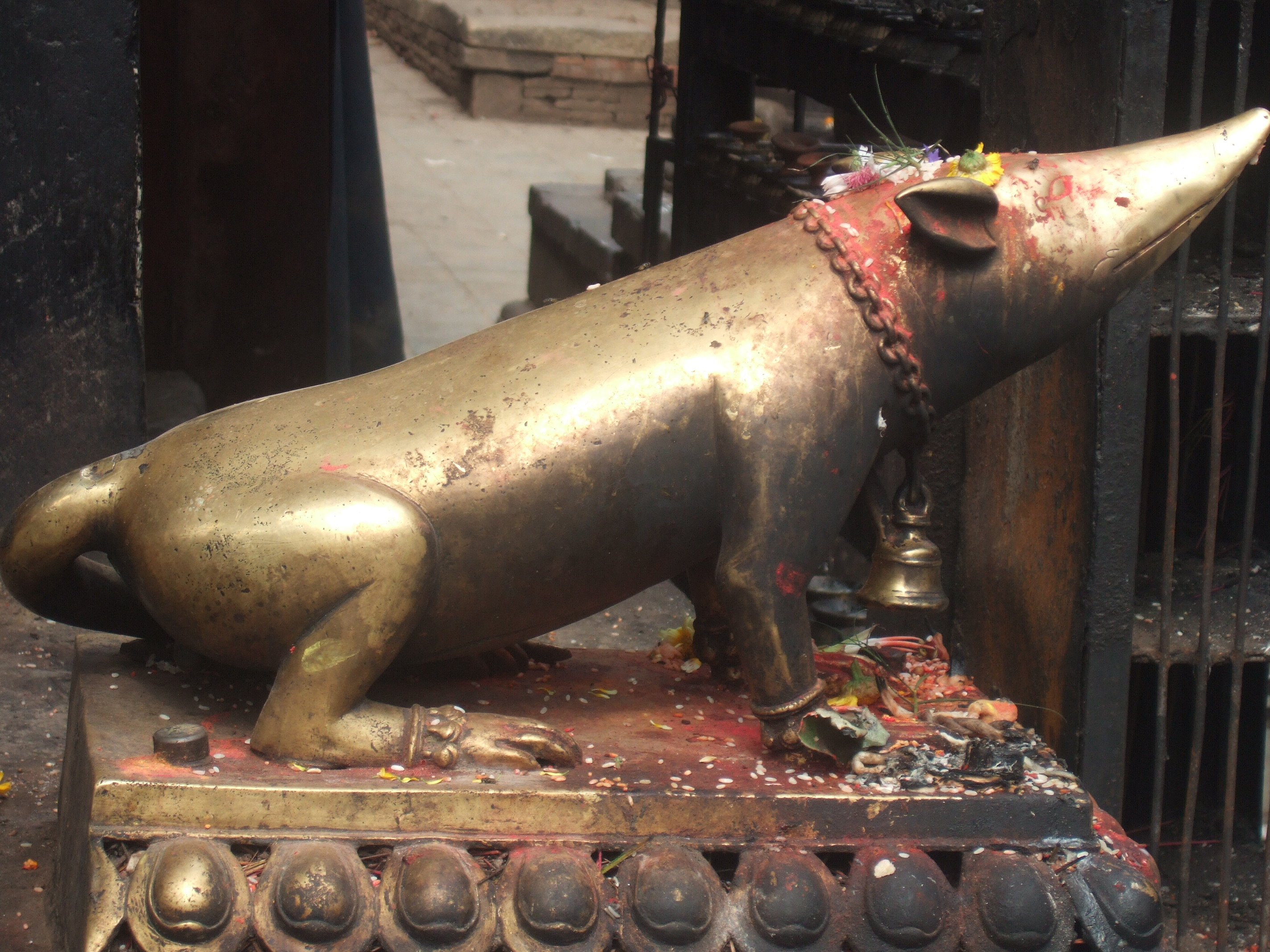
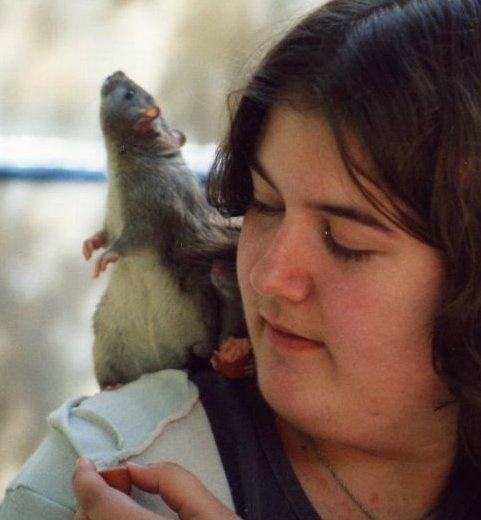
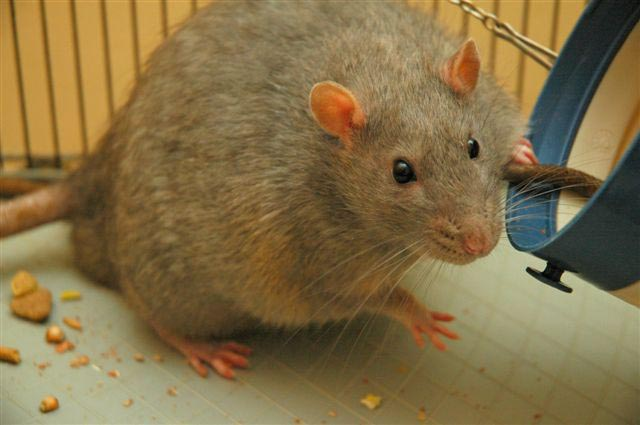
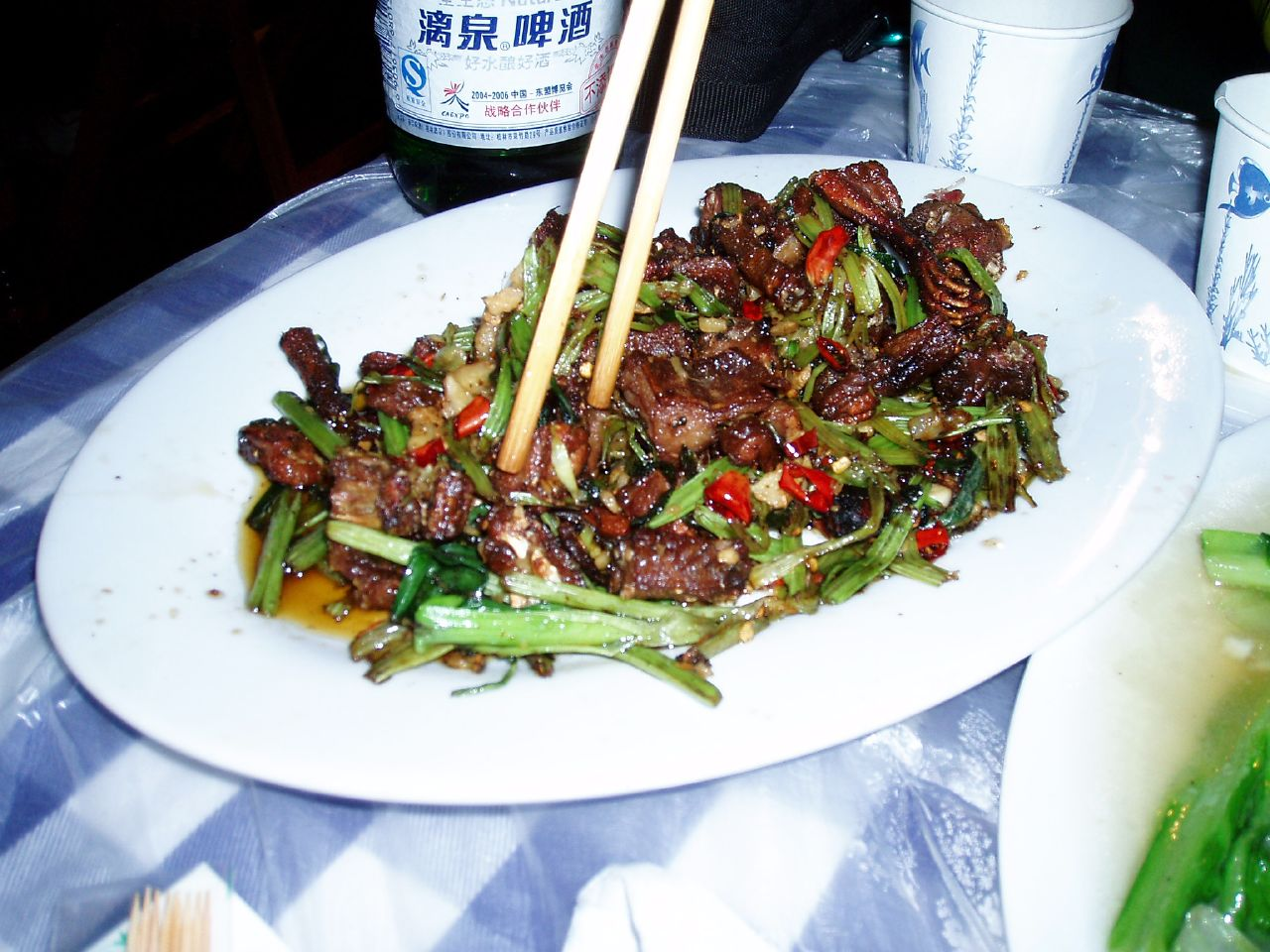